# Datnioides undecimradiatus
Datnioides undecimradiatus és un peix d'aigua dolça conegut com a tigre perca del Mekong, natiu del riu Mekong al Sud-est asiàtic. Pertany a la família Datnioides i a la clasee Actinopterygii. L'origen del seu nom es decomposa en: Datnioides que ve del gènere Datnia i eidos que vol dir forma o semblança; Undecimradiatus del llatí undecim, que vol dir 11 i radiatus que vol dir rallat, en referència al número habitual de radis tous anals en l'espècie.
És de color groc o verd, i té ratlles negres. Té una mida com a màxim de 40 cm. Està compost per 12 espines dorsals, 16 radis tous dorsals, 3 espines anals i 11 radis tous anals.
Degut a la seva morfologia i aparència, és una espècie que ha estat domesticada, de manera que està adaptat a la vida en peixeres.

## Ecologia

### Hàbitat
Habita exclusivament als rius d'aigua dolça grans, profunds i típicament de terres baixes. Es troba a les corrents principals i grans afluents. No es creu que habiti ambients salabrosos. 

### Distribució
Són peixos tropicals, es troben a les conques del Mekong a Tailanda, Laos, Cambodja i Vietnam. També s'ha registrat la seva presència en varis afluents importants, a les conques de Xe Bangfai, Mun i Sekong. Es troba en abundància a pocs quilometres de les cascades Lee Pee, a Laos.

### Ús
Majoritàriament es troba en aquaris, s'utilitza com a mascota. Però també s'usa pel consum humà. 

## Alimentació
És un depredador piscívor amb una cavitat bucal capacitada per menjar grans peixos. S'alimenten de molts tipus de peixos i gambes. En el cas dels peixos que es troben en peixeres, els més joves menjen cucs de terra o llagostins trossejats, en canvi els adults menjen diferents peixos vius i cucs més grans, i necesiten una quantitat major.

## Comportament
Quan es troben en una peixera pot estar amb peixos de mida similar, però es pot sentir intimidat per altres per altres espècies competitives. Els peixos joves poden formar grups, però els adults no són gregaris i són més agressius front a peixos similars. És mantenen millor individualment o en grups petits.

## Perill d'extinció
Aquesta espècie es considera vulnerable per la Unió Internacional per a la Conservació de la Natura (UICN). El fet que l'espècie estigui en risc d'extinció, és degut a varis factors: alteració de l'habitat per la construcció de preses, eliminació de la vegetació, contaminació. A més, la pesca d'aquesta espècie pel consum humà i el comerç dels aquaris, està provocant un efecte negatiu en les poblacions silvestres.
Es creu que la disminució de la població d'aquesta espècie es pot deure a la pèrdua de gens relacionats amb el sistema immune d'aquests peixos al llarg de les diferents generacions.